# Rochester Hills
Rochester Hills is een plaats (city) in de Amerikaanse staat Michigan, en valt bestuurlijk gezien onder Oakland County.

## Demografie
Bij de volkstelling in 2000 werd het aantal inwoners vastgesteld op 68.825.
In 2006 is het aantal inwoners door het United States Census Bureau geschat op 69.833, een stijging van 1008 (1.5%).

## Geografie
Volgens het United States Census Bureau beslaat de plaats een oppervlakte van
85,3 km², waarvan 85,1 km² land en 0,2 km² water.

## Plaatsen in de nabije omgeving
De onderstaande figuur toont nabijgelegen plaatsen in een straal van 12 km rond Rochester Hills.